# هوارد باش
هوارد باش (بالإنجليزية: Howard Bach) هو لاعب كرة الريشة أمريكي، ولد في 22 فبراير 1979 في مدينة هو تشي منه في فيتنام.

## وصلات خارجية
- هوارد باش على موقع BWF.tournamentsoftware.com (الإنجليزية)
- هوارد باش على موقع BWFbadminton.com (الإنجليزية)
- هوارد باش على موقع اللجنة الأولمبية الدولية (الإنجليزية)
- هوارد باش على موقع أوليمبيديا (الإنجليزية)
- هوارد باش على موقع اللجنة الأولمبية والبارالمبية الأمريكية (الإنجليزية)